# The Planet
The Planet is een Zweedse documentaire in vier delen uit 2006 over het milieu. De film is gemaakt door Michael Stenberg, Johan Söderberg en Linus Torell en is in het Engels gesproken om een internationaal publiek te bereiken. Het bevat interviews met 29 wetenschappers en experts waaronder Dr Stephen Peake, Herman Daly, Lester Brown, Gretchen Daly, Norman Myers en Jared Diamond.

## Tv-versie
De tv-versie bestaat uit vier delen van 50-60 minuten:
- Deel 1: The Earth System
- Deel 2: Nature's Resources
- Deel 3: Humankind and Nature
- Deel 4: Choices and Consequences